# Gymnopilus penetrans
Gymnopilus penetrans es una especie de hongos basidomisetos del género Gymnopilus de la familia Strophariaceae.

## Sinónimos
- Agaricus hybridus Bull.
- Agaricus liquiritiae subsp. sapineus (Fr.) Pers. 1828
- Agaricus penetrans Fr. 1815
- Dryophila penetrans (Fr.) Quél. 1886
- Flammula croceolamellata Pilát 1939
- Flammula hybrida auct.
- Flammula penetrans (Fr.) Quél. 1886
- Fulvidula hybrida (Bull.) Singer 1937
- Fulvidula penetrans (Fr.) Singer 1937
- Gymnopilus hybridus (Bull.) Maire 1933
- Naucoria penetrans (Fr.) Henn. 1898

## Comestibilidad
Es un hongo no comestible. 